# Бабаева, Нанагыз Рза кызы
Нанагыз Рза кызы Бабаева (азерб. Nənəqız Rza qızı Babayeva; 1922, Джебраильский уезд — 29 марта 2003, Физулинский район) — советский азербайджанский хлопковод, Герой Социалистического Труда (1950).

## Биография
Родилась в 1922 году в селе Бабы Джебраильского уезда Азербайджанской ССР (ныне Физулинский район).
С 1941 года колхозница, звеньевая колхоза имени Г. Асадова (бывший имени Ворошилова) Физулинского района. В 1949 году получила урожай хлопка 74 центнеров с гектара на площади 6 гектаров.
Указом Президиума Верховного Совета СССР от 29 августа 195] года за получение высоких урожаев хлопка на поливных землях в 1949 году Бабаевой Нанагыз Рза кызы присвоено звание Героя Социалистического Труда с вручением ордена Ленина и золотой медали «Серп и Молот».
Активно участвовала в общественной жизни Азербайджана. Член КПСС с 1954 года.
В 2002 году удостоена Персональной стипендии Президента Азербайджанской Республики.
Скончалась 29 марта 2003 года в родном селе.